# ヴォルフ・ハース
ヴォルフ・ハース（Wolf Haas、1960年12月14日 - ）は、オーストリアの小説家、推理作家。男性。ザルツブルク州マリア・アルム・アム・シュタイナーネン・メーア生まれ。ウィーン在住。
ドイツ語圏の推理小説を対象とするドイツ・ミステリ大賞を3度受賞している（1997年度第3位、1999年度第1位、2000年度第2位）（この賞は受賞作として毎年第1位から第3位までの3作品が選出される）。

## 略歴
ザルツブルク大学で言語学を専攻し博士号取得。その後、イギリス・スウォンジーのウェールズ大学で2年間講師を務めた。
オーストリアに帰国しコピーライターとして活躍。1996年、私立探偵ブレナーを主人公とする長編『死者の復活』（未訳 Auferstehung der Toten）で小説家デビュー。話し言葉が多用され、また語り手が前面に出てきて読者に話しかけたり冗談を言ったりするなどの特異な文体の作品だった。このデビュー作は1997年度のドイツ・ミステリ大賞でドイツ語作品部門の第3位となっている。
1998年発表のシリーズ第3作『きたれ、甘き死よ』は1999年度の同賞同部門で第1位の栄誉に浴しており、1999年発表のシリーズ第4作『静粛に!』（未訳 Silentium!）は2000年度の同賞同部門で第2位となっている（第1位はテア・ドルンの『殺戮の女神』）。
また2000年にはスイスのミステリ賞であるブルクドルフ・ミステリ賞も受賞している。
ブレナー・シリーズは2009年までに長編7作品が発表されており、そのうち第2作『骨男』（未訳 Der Knochenmann、1997年）、第3作『きたれ、甘き死よ』、第4作『静粛に!』は映画化されている。
ブレナー・シリーズ以外の作品に、F1レースを題材にした長編ミステリ小説『ブレーキ競争』（未訳 Ausgebremst、1998年）などがある。

## 著作リスト

### 私立探偵ブレナー・シリーズ
1. Auferstehung der Toten (1996)
2. Der Knochenmann (1997)
3. Komm, süßer Tod (1998)
  - きたれ、甘き死よ （訳：福本義憲、2001年5月、水声社 現代ウィーン・ミステリー・シリーズ4、ISBN 4-89176-444-9）
4. Silentium! (1999)
5. Wie die Tiere (2001)
6. Das ewige Leben (2003)
7. Der Brenner und der liebe Gott (2009)

### その他の小説
- Ausgebremst: Der Roman zur Formel 1 (1998)
- Das Wetter vor 15 Jahren (2006)
- Verteidigung der Missionarsstellung (2012)

### 児童書
- Die Gans im Gegenteil (2010)